# Svinařský potok
Svinařský potok se nachází v Českém krasu v okrese Beroun. Délka toku činí 12,8 km. Plocha povodí měří 70,8 km².

## Průběh toku
Pramení u severovýchodního okraje Vižiny a v Zadní Třebani se vlévá zprava do Berounky. Na jeho toku se nachází dva rybníky a protéká několika vesnicemi (např. Všeradice, Leč, Svinaře atd.). Má několik přítoků. Svinařský potok je rybářským revírem č. 403007, od mostku silnice Skuhrov pod Brdy – Liteň k pramenům je lov ryb zakázán. Správně by měl být pramen (jsou tam dva), v lesích mezi kopci Brdo a Jistevník. Protože podle hydrologických pravidel je za pramenný tok považována, buď nejdelší větev, nebo větev, pramenící ve vyšší nadmořské výšce, nebo nejvodnější větev.

## Vodní režim
Průměrný průtok Svinařského potoka u ústí činí 0,18 m³/s.